# (33213) Diggs
(33213) Diggs es un asteroide perteneciente al cinturón de asteroides, descubierto el 24 de marzo de 1998 por el equipo del Lincoln Near-Earth Asteroid Research desde el Laboratorio Lincoln, Socorro, Nuevo México.

## Designación y nombre
Designado provisionalmente como 1998 FB80. Fue nombrado en honor de Katherine Diggs quien fue mentora de un finalista en Broadcom MASTERS 2016, una competencia de matemáticas y ciencias para estudiantes de secundaria. Enseña en la escuela St. Joseph School Fullerton, Baltimore, Maryland.

## Características orbitales
Diggs está situado a una distancia media del Sol de 2,742 ua, pudiendo alejarse hasta 3,180 ua y acercarse hasta 2,304 ua. Su excentricidad es 0,160 y la inclinación orbital 4,121 grados. Emplea 1658,58 días en completar una órbita alrededor del Sol.
Los próximos acercamientos a la órbita de Júpiter ocurrirán el 7 de diciembre de 2067 y el 10 de agosto de 2163.

## Características físicas
La magnitud absoluta de Diggs es 15,22. 